# إريك هيستر
إريك هيستر (بالإنجليزية: Eric Hester)‏ هو ملحن أمريكي، ولد في 9 يناير 1974 في لاس فيغاس في الولايات المتحدة.

## وصلات خارجية
- الموقع الرسمي
- إريك هيستر على موقع IMDb (الإنجليزية)